# Goldnigga
A Goldnigga a The New Power Generation első stúdióalbuma. Prince 1993-as turnéján és a 2001-es Paisley Park események során lehetett megszerezni.
A "Guess Who's Knockin" Paul McCartney "Let 'Em In" dalára utal. Tulajdonjogok miatt a dalt eltávolították a második kiadásról.
Az Goldnigga egy rap album. Tony M. rappel a legtöbb dalon. A dal témája nag részt a rasszizmus és a fekete közösség problémái. Prince kis szerepet játszik az albumon, de énekel a "Black M.F.  In the House" és a "Johnny" dalokon. Ebben az időszakban ezek a dalok gyakran elhangzottak Prince-koncerteken. A "Call the Law" korábban készült, mint a dalok nagy része, eredetileg az 1991-es Diamonds and Pearls albumon jelent volna meg és végül a "Money Don't Matter 2 Night" kislemez B-oldalaként szerepelt. Rosie Gaines a háttérénekes a "Call the Law"-on, bár a Goldnigga befejezése előtt elhagyta az együttest.
Az albumról a "2gether" jelent meg kislemezként

## Számlista
1. "Goldnigga pt. 1" – 3:11
2. "Guess Who's Knockin'?" – 3:25 *
3. "Oilcan" – 0:42
4. "segue" – 0:16
5. "Deuce & a Quarter" – 3:19
6. "segue" – 0:21
7. "Black M.F. In the House" – 5:09
8. "Goldnigga pt. 2" – 2:52
9. "Goldie's Parade" – 2:22
10. "segue" – 0:36
11. "2gether" – 5:32
12. "segue" – 0:45
13. "Call the Law" – 4:16
14. "Johnny" – 10:20
15. "segue" – 1:13
16. "Goldnigga pt. 3" – 2:38

*csak az első kiadáson